# Депутатский переулок (Ярославль)
Депута́тский переу́лок (бывший Сретенский переулок) — пешеходный переулок в историческом центре города Ярославля, лежащий между улицей Кирова и Депутатской улицей.

## История
Переулок был проложен в ходе перестройки города по регулярному плану 1778 года и получил название Сретенский по расположенной на нём Сретенской церкви.
В 1918 году коммунисты переименовали Сретенский переулок в Депутатский по названию членов большевистских органов управления (советов) — депутатов.

## Здания и сооружения
- № 4 — Сретенская церковь, построенная в 1685 году на пожертвования ярославского купца Павла Якимова Денисовского. Капитально перестроена в 1891—1895 годах по проекту архитектора Николая Поздеева на средства ярославского промышленника Ивана Николаевича Дунаева[2].
- № 5 — Бывшее торговое здание Соколова[3]